# 크리스토퍼 밋첨
크리스토퍼 밋첨(Christopher Mitchum, 1943년 10월 16일 ~ )은 미국의 각본가, 영화 프로듀서, 배우, 정치인, 작가이다.

## 영화
- 배반의 침실 (1997년)
- 킬링 타겟트 (1996년)
- 스트라이킹 포인트 (1995년)
- 바이오하자드 2 (1995년)
- 닌자 드래곤 (1993년)
- 지구 반란 (1990년)
- 다크 미션 (1988년)
- 리썰 헌터 (1988년)
- 페이스레스 (1988년)
- 아메리칸 코만도 (1986년)
- 파이널 스코어 (1986년)
- 집행자 2 (1984년)
- 터스크(영어판) (1980년)
- 전쟁의 루머 (1980년)
- 리벤지 게임 (1976년)
- 나의 아들 리코 (1973년)
- 썸머타임 킬러 (1972년)
- 빅 제이크 (1971년)
- 그레이트 프라이데이 (1971년)
- 빅풋 (1970년)
- 리오 로보 (1970년)